# Abaj (miasto w Kazachstanie)
Abaj (kaz. Абай) – miasto w Kazachstanie, w obwodzie karagandyjskim, na Pogórzu Kazachskim, w Karagandyjskim Zagłębiu Węglowym, na południowy zachód od Karagandy. W mieście rozwinął się przemysł spożywczy, drzewny i materiałów budowlanych. Wydobywa się tu węgiel kamienny i wapień. W mieście znajduje się Kragandzka Elektrownia Cieplna. Do połowy XX wieku w miejscu, w którym obecnie znajduje się miasto, był tylko step. Dopiero w 1949 r., kiedy rozpoczęło się zagospodarowanie złóż węgla, pojawiła się osada Churubaj-Nura (Чурубай-Нура)(Szerubajnura). Miasto zbudowali więźniowie łagrów. Początkowo przywożono ich tu codziennie z obozów położonych we wsi Karabas i Dolinka. A potem, gdy gotowe były pierwsze baraki, osadzono w nich więźniów wraz ze strażnikami i oficerami. 
W 1961 nadano osiedlu prawa miejskie i obecną nazwę, na cześć kazachskiego poety i działacza oświatowego Abaja Kunanbajewa. Od 2002 roku – siedziba władz rejonu Abaj.
Liczba ludności w 2021 wynosiła 28 638.
W Abaju urodził się kazachski bokser, złoty medalista Letnich Igrzysk Olimpijskich w Londynie (2012) – Seryk Säpijew.